# Bagdadpakten
Bagdadpakten var en försvarsallians skapad 1955, som Middle East Treaty Organization (METO), av Iran, Irak, Pakistan, Turkiet och Storbritannien, med USA som associerad medlem. Irak lämnade alliansen 1959, varefter högkvarteret flyttades till Ankara och alliansen bytte namn till Central Treaty Organization (CENTO). Pakten upplöstes 1979.